# JBLスーパーリーグ 2003-04
JBLスーパーリーグ 2003-04は、2003年から2004年にかけて開催されたJBLスーパーリーグである。

## 参加チーム
- 日立サンロッカーズ
- 東芝ブレイブサンダース
- トヨタ自動車アルバルク
- 新潟アルビレックス
- オーエスジーフェニックス
- アイシン精機アイシンシーホース
- 三菱電機メルコドルフィンズ
- 松下電器パナソニックスーパーカンガルーズ

## 結果

### レギュラーシーズン順位
| 順位 | チーム名                                 | 成績     | 勝率 |
| ---- | ---------------------------------------- | -------- | ---- |
| 1    | アイシン精機アイシンシーホース           | 20勝8敗  | .714 |
| 2    | 東芝ブレイブサンダース                   | 16勝12敗 | .571 |
| 3    | 三菱電機メルコドルフィンズ               | 16勝12敗 | .571 |
| 4    | 松下電器パナソニックスーパーカンガルーズ | 14勝14敗 | .500 |
| 5    | オーエスジーフェニックス                 | 13勝15敗 | .464 |
| 6    | トヨタ自動車アルバルク                   | 13勝15敗 | .464 |
| 7    | 日立サンロッカーズ                       | 11勝17敗 | .393 |
| 8    | 新潟アルビレックス                       | 9勝19敗  | .321 |

### プレーオフ
セミファイナル
| 戦 | 勝者                                   | スコア | 敗者                                             |
| -- | -------------------------------------- | ------ | ------------------------------------------------ |
| 1  | 東芝ブレイブサンダース レギュラー・2位 | 72-75  | 三菱電機メルコドルフィンズ 同・3位               |
| 2  | 東芝ブレイブサンダース レギュラー・2位 | 70-65  | 三菱電機メルコドルフィンズ 同・3位               |
| 3  | 東芝ブレイブサンダース レギュラー・2位 | 75-59  | 三菱電機メルコドルフィンズ 同・3位               |
| 1  | アイシン精機アイシンシーホース 同・1位 | 94-75  | 松下電器パナソニックスーパーカンガルーズ 同・4位 |
| 2  | アイシン精機アイシンシーホース 同・1位 | 87-86  | 松下電器パナソニックスーパーカンガルーズ 同・4位 |

ファイナル
| 戦 | 勝者                           | スコア | 敗者                   |
| -- | ------------------------------ | ------ | ---------------------- |
| 1  | アイシン精機アイシンシーホース | 78-69  | 東芝ブレイブサンダース |
| 2  | アイシン精機アイシンシーホース | 72-75  | 東芝ブレイブサンダース |
| 3  | アイシン精機アイシンシーホース | 81-78  | 東芝ブレイブサンダース |

### 最終順位
| 順位 | チーム名                                 |
| ---- | ---------------------------------------- |
| 1    | アイシン精機アイシンシーホース           |
| 2    | 東芝ブレイブサンダース                   |
| 3    | 三菱電機メルコドルフィンズ               |
| 4    | 松下電器パナソニックスーパーカンガルーズ |
| 5    | オーエスジーフェニックス                 |
| 6    | トヨタ自動車アルバルク                   |
| 7    | 日立サンロッカーズ                       |
| 8    | 新潟アルビレックス                       |

## JBLアウォード
MVP
- 後藤正規（アイシン精機）

ルーキーオブザイヤー
- 五十嵐圭（日立）

コーチオブザイヤー
- 鈴木貴美一（アイシン精機）

ベスト5
- 佐古賢一（アイシン精機）
- 後藤正規（アイシン精機）
- 折茂武彦（トヨタ自動車）
- デビット・ブース（松下電器）
- ジェイアール・ヘンダーソン（アイシン精機）